# Château de Caratel
Le château de Caratel est un château situé sur la commune de Louisfert, dans le département de la Loire-Atlantique.

## Protection
Le château est inscrit au titre des monuments historiques le 19 décembre 1985.

## Historique
Il est construit entre 1648 et 1653 sur des fondations datant du XVIe siècle. Les propriétaires des lieux furent Isabelle Dispanays avant 1644, la famille Deux de 1644 à 1680, Françoise Sagnier en 1680. On trouve ensuite les noms de la famille de Thierry de La Prevalage (jusqu'en 1750 environ) puis celle des Bouexic de La Driennays. Au XIXe siècle, le château devient la propriété de la famille de Cambourg, famille propriétaire encore en 2007.